# J15
De J15 in Zwitserland is een voormalige autoweg en een voorrangsweg van 8 km lengte. De weg begon bij de A4 en loopt door tot aan Thayngen en de Duitse grens. Hier ging de weg over in de B34 die naar de A81 liep. De E41 en de E54 lopen over het gehele traject. Het traject was onderdeel van de Hauptstrasse 15.
Na 1 januari 2010 bestaat de J15 niet langer meer, maar is het omgenummerd tot A4. Sindsdien valt de weg niet meer onder de Hauptstrasse 15, maar onder de Nationaalstrasse 4. Nu de weg onderdeel is van de A4 zijn er plannen om de A4 als volledig uitgebouwde snelweg rechtstreeks te verbinden met de Duitse A81.